# Alsophila brunnea
Alsophila brunnea là một loài bướm đêm trong họ Geometridae.